# Conescharellina cookae
Conescharellina cookae is een mosdiertjessoort uit de familie van de Conescharellinidae. De wetenschappelijke naam van de soort is voor het eerst geldig gepubliceerd in 2010 door Vieira, Gordon, Souza & Haddad.